# (1843) Jarmila
(1843) Jarmila es un asteroide que forma parte del cinturón de asteroides y fue descubierto por Luboš Kohoutek el 14 de enero de 1972 desde el observatorio de Hamburgo-Bergedorf, Alemania.

## Designación y nombre
Jarmila recibió inicialmente la designación de 1972 AB.
Más adelante se nombró en honor de Jarmila Kohoutkova, madre del descubridor.

## Características orbitales
Jarmila está situado a una distancia media del Sol de 2,653 ua, pudiendo acercarse hasta 2,201 ua. Su excentricidad es 0,1704 y la inclinación orbital 8,428°. Emplea en completar una órbita alrededor del Sol 1578 días.